# 大熊三之助
大熊 三之助（おおくま さんのすけ、1869年9月15日（明治2年8月10日） - 1947年（昭和22年）7月27日）は、明治時代後期から昭和時代戦前の政治家。弁護士。公証人。衆議院議員（2期）。

## 経歴
美濃国、のちの岐阜県本巣郡席田村（本巣郡糸貫村、北方町を経て、現本巣市北方町）に生まれる。1892年（明治25年）東京法学院および明治法律学校を卒業し、代言人のち弁護士となる。
鮎の人工孵化に成功し事業継続のため長良川水産組合を組織し組合長となる。その後、長良川水産会長、同顧問、岐阜県水産会副会長、同顧問、岐阜商業会議所特別議員を歴任した。
ほか、公証人、公証人会長、全日本司法保護事業連盟会評議員、財団法人明徳会岐阜支部顧問、岐阜同仁会会長を務めた。
1904年（明治37年）3月の第9回衆議院議員総選挙では岐阜県郡部から出馬し当選。つづく第10回総選挙でも当選したが、2期目任期途中の1911年（明治44年）12月4日、恐喝により懲役8カ月の刑が確定し議員を辞職した。これにより勲四等を褫奪された。

## 著作
- 『破産法要論』1893年。